# Campeonato Europeo de Tornado
El Campeonato Europeo de Tornado es la máxima competición de la clase de vela Tornado a nivel europeo. Se realiza anualmente desde 1968 bajo la organización de la Federación Europea de Vela (EUROSAF). Este tipo de embarcación fue una clase olímpica desde los Juegos Olímpicos de Montreal 1976 hasta los de Pekín 2008.

## Palmarés
| N.º     | Año  | Sede                                   | Oro                                                   | Plata                                                 | Bronce                                                        |
| ------- | ---- | -------------------------------------- | ----------------------------------------------------- | ----------------------------------------------------- | ------------------------------------------------------------- |
| I       | 1968 | Isla de Sheppey ( Reino Unido)         | Per Mobrand · A. Rosswall · Suecia                    | ND                                                    | ND                                                            |
| II      | 1969 | Travemünde ( RFA)                      | Per Mobrand · A. Rosswall · Suecia                    | ND                                                    | ND                                                            |
| III     | 1970 | Copenhague ( Dinamarca)                | Jörg Spengler Ekkehart von Selzam RFA                 | ND                                                    | ND                                                            |
| IV      | 1971 | Hyères ( Francia)                      | Robert Jessenig · Hans Polaschegg · Austria           | ND                                                    | ND                                                            |
| V       | 1972 | Whitstable ( Reino Unido)              | Ian Fraser Tim Coventry Reino Unido                   | ND                                                    | ND                                                            |
| VI      | 1973 | Torbole · ( Italia)                    | Reginald White Mike Chapman Reino Unido               | Giehmann Hornschuh RFA                                | Ian Fraser Tim Coventry Reino Unido                           |
| VII     | 1974 | Medemblik · ( Países Bajos)            | Ian Fraser Peter Whitfield Reino Unido                | ND                                                    | ND                                                            |
| VIII    | 1975 | La Baule ( Francia)                    | Kim Stephens Jeff Martin Reino Unido                  | Reginald White John Osborn Reino Unido                | Robert White Morgan Reino Unido                               |
| IX      | 1976 | Medemblik · ( Países Bajos)            | Reginald White John Osborn Reino Unido                | Jörg Spengler Jörg Schmall RFA                        | Johan Stjernström · Håkan Ahlin · Suecia                      |
| X       | 1977 | Marstrand · ( Suecia)                  | Tobias Neuhann Herbert Plenk RFA                      | Hans Prack · Gottlieb Peer · Austria                  | Jörg Spengler Jörg Schmall RFA                                |
| XI      | 1978 | Breitenbrunn · ( Austria)              | Tobias Neuhann Herbert Plenk RFA                      | Yakov Kliver Serguei Foguiliov URSS                   | Viala Vosslamber RFA                                          |
| XII     | 1979 | Helsinki · ( Finlandia)                | Yakov Kliver Serguei Foguiliov URSS                   | Peter Due Per Kjærgård Dinamarca                      | Tobias Neuhann Herbert Plenk RFA                              |
| XIII    | 1980 | Castiglione della Pescaia · ( Italia)  | Robert White David Campbell-James Reino Unido         | Jörg Spengler Jörg Schmall RFA                        | Viktor Potapov Alexandr Zybin URSS                            |
| —       | 1981 | —                                      | No realizado                                          | No realizado                                          | No realizado                                                  |
| XIV     | 1982 | Torbole · ( Italia)                    | Johan Stjernström · Henrik Kylin · Suecia             | Robert White David Campbell-James Reino Unido         | ND                                                            |
| XV      | 1983 | Skovshoved ( Dinamarca)                | Paul Elvstrøm Trine Elvstrøm Dinamarca                | Yves Loday Franck Aussedat Francia                    | ND                                                            |
| XVI     | 1984 | Medemblik · ( Países Bajos)            | Paul Elvstrøm Trine Elvstrøm Dinamarca                | Wilhelmus van Bladel · Cees van Bladel · Países Bajos | Norbert Petschel · Walter Schlagbauer · Austria               |
| XVII    | 1985 | Varberg · ( Suecia)                    | Robert White Tim Hancock Reino Unido                  | Stephan Lange Michael Starken RFA                     | Wilhelmus van Bladel · Cees van Bladel · Países Bajos         |
| XVIII   | 1986 | Travemünde ( RFA)                      | Wilhelmus van Bladel · Cees van Bladel · Países Bajos | Per-Arne Nilsen · Carl Gunnar Lunde · Noruega         | Göran Marström · Krister Söderqvist · Suecia                  |
| XIX     | 1987 | Abersoch ( Reino Unido)                | Norbert Petschel · Christian Claus · Austria          | Stephan Lange Michael Starken RFA                     | ND                                                            |
| XX      | 1988 | Laredo · ( España)                     | Justus Wolf Michael Starken RFA                       | Yves Loday Daniel Souben Francia                      | Norbert Petschel · Christian Claus · Austria                  |
| XXI     | 1989 | Travemünde ( RFA)                      | Yuri Konovalov Serguei Kravtsov URSS                  | Giorgio Zuccoli · Angelo Glisoni · Italia             | Roland Gäbler Frank Parlow RFA                                |
| XXII    | 1990 | Breitenbrunn · ( Austria)              | Andreas Hagara · Roman Hagara · Austria               | Serguei Priimak Serguei Kuzovov URSS                  | Helge Sach Jens-Christian Sach RFA                            |
| XXIII   | 1991 | Carantec ( Francia)                    | Roland Gäbler · Frank Parlow · Alemania               | Daniel Souben François Morisset Francia               | Walter Pirinoli · Marco Pirinoli · Italia                     |
| XXIV    | 1992 | Chipiona · ( España)                   | Yves Loday Nicolas Hénard Francia                     | Roland Gäbler · Frank Parlow · Alemania               | Michel Faou Yvon Quernec Francia                              |
| XXV     | 1993 | Helsinki · ( Finlandia)                | Roland Gäbler · Frank Parlow · Alemania               | Andreas Hagara · Florian Schneeberger · Austria       | Giorgio Zuccoli · Angelo Glisoni · Italia                     |
| XXVI    | 1994 | Cagliari · ( Italia)                   | Roland Gäbler · Frank Parlow · Alemania               | Christophe Clévenot Yvon Quernec Francia              | Oliver Schwall · René Schwall · Alemania                      |
| XXVII   | 1995 | Kiel · ( Alemania)                     | Roland Gäbler · Frank Parlow · Alemania               | Andreas Hagara · Florian Schneeberger · Austria       | Helge Sach · Jens-Christian Sach · Alemania                   |
| XXVIII  | 1996 | Attersee · ( Austria)                  | Andreas Hagara · Florian Schneeberger · Austria       | Yuri Konovalov · Serguei Miasnikov · Rusia            | Yves Loday Oliver Douillard Francia                           |
| XXIX    | 1997 | La Grande-Motte ( Francia)             | Roman Hagara · Hans-Peter Steinacher · Austria        | Mitchell Booth Andrew Beashel Australia               | Fernando León Boissier · José Luis Ballester · España         |
| XXX     | 1998 | Porto Carras · ( Grecia)               | Roland Gäbler · René Schwall · Alemania               | Andreas Hagara · Wolfgang Moser · Austria             | Darren Bundock John Forbes Australia                          |
| XXXI    | 1999 | Puerto de Pollensa · ( España)         | Roland Gäbler · René Schwall · Alemania               | Andreas Hagara · Wolfgang Moser · Austria             | Fernando León Boissier · José Luis Ballester · España         |
| XXXII   | 2000 | Allassio · ( Italia)                   | Roland Gäbler · René Schwall · Alemania               | Roman Hagara · Hans-Peter Steinacher · Austria        | Andreas Hagara · Wolfgang Moser · Austria                     |
| XXXIII  | 2001 | Sankt Moritz · ( Suiza)                | Roman Hagara · Hans-Peter Steinacher · Austria        | Hugh Styles Adam May Reino Unido                      | Andrew Landenberger · Martin Rusterholz · Alemania            |
| XXXIV   | 2002 | Vilamoura ( Portugal)                  | Olivier Backes Laurent Voiron Francia                 | Mitchell Booth · Herbert Dercksen · Países Bajos      | Sven Karsenbarg · Mischa Heemskerk · Países Bajos             |
| XXXV    | 2003 | Cagliari · ( Italia)                   | Andreas Hagara · Michael Seidl · Austria              | Roman Hagara · Hans-Peter Steinacher · Austria        | Andrei Kiriliuk · Valeri Ushkov · Rusia                       |
| XXXVI   | 2004 | Las Palmas de Gran Canaria · ( España) | Mitchell Booth · Herbert Dercksen · Países Bajos      | Olivier Backes Laurent Voiron Francia                 | Yann Guichard Christophe Espagnon Francia                     |
| XXXVII  | 2005 | Västervik · ( Suecia)                  | Fernando Echávarri · Antón Paz · España               | Roman Hagara · Hans-Peter Steinacher · Austria        | Mitchell Booth · Herbert Dercksen · Países Bajos              |
| XXXVIII | 2006 | Lübeck · ( Alemania)                   | Roman Hagara · Hans-Peter Steinacher · Austria        | Xavier Revil Christophe Espagnon Francia              | Iordanis Pasjalidis · Konstantinos Trigonis · Grecia          |
| XXXIX   | 2007 | Palma de Mallorca · ( España)          | Iordanis Pasjalidis · Konstantinos Trigonis · Grecia  | Andrei Kiriliuk · Valeri Ushkov · Rusia               | Xavier Revil Christophe Espagnon Francia                      |
| XL      | 2008 | Salónica · ( Grecia)                   | Iordanis Pasjalidis · Konstantinos Trigonis · Grecia  | Yann Guichard Alexandre Guyader Francia               | Billy Besson Arnaud Jarlegan Francia                          |
| XLI     | 2009 | Weymouth ( Reino Unido)                | Cancelado                                             | Cancelado                                             | Cancelado                                                     |
| XLII    | 2010 | Torbole · ( Italia)                    | Iordanis Pasjalidis · Konstantinos Trigonis · Grecia  | Roland Gäbler · Nahid Gäbler · Alemania               | Martin Rusterholz · Jean-Marc Cuanillon · Suiza               |
| XLIII   | 2011 | Dervio · ( Italia)                     | Iordanis Pasjalidis · Konstantinos Trigonis · Grecia  | Roland Gäbler · Nahid Gäbler · Alemania               | Nikólaos Mavros · Aléxandros Tagarópulos · Grecia             |
| XLIV    | 2012 | Warder · ( Países Bajos)               | Iordanis Pasjalidis · Konstantinos Trigonis · Grecia  | Nikólaos Mavros · Aléxandros Tagarópulos · Grecia     | Roland Gäbler · Nahid Gäbler · Alemania                       |
| XLV     | 2013 | Fußach · ( Austria)                    | Roland Gäbler · Nahid Gäbler · Alemania               | Iordanis Pasjalidis · Konstantinos Trigonis · Grecia  | Nikólaos Mavros · Aléxandros Tagarópulos · Grecia             |
| XLVI    | 2014 | Travemünde · ( Alemania)               | Iordanis Pasjalidis · Konstantinos Trigonis · Grecia  | Roland Gäbler · Nahid Gäbler · Alemania               | Martin Rusterholz · Marc Baier ( Alemania) · Suiza            |
| XLVII   | 2015 | Černá v Pošumaví · ( República Checa)  | Roland Gäbler · Nahid Gäbler · Alemania               | Iordanis Pasjalidis · Konstantinos Trigonis · Grecia  | Nikólaos Mavros · Aléxandros Tagarópulos · Grecia             |
| XLVIII  | 2016 | Cesenatico · ( Italia)                 | Nikólaos Mavros · Aléxandros Tagarópulos · Grecia     | Maria Tsaousidou · Marc Baier · Alemania              | Marcel Steiner · Jörg Steiner · Suiza                         |
| XLIX    | 2017 | Dervio · ( Italia)                     | Nikólaos Mavros · Aléxandros Tagarópulos · Grecia     | Marcel Steiner · Jörg Steiner · Suiza                 | Martin Rusterholz · Michael Gloor · Suiza                     |
| L       | 2018 | Arco · ( Italia)                       | Iordanis Pasjalidis · Konstantinos Trigonis · Grecia  | Marcel Steiner · Jörg Steiner · Suiza                 | Bob Baier · Marc Baier · Alemania                             |
| LI      | 2019 | Rímini · ( Italia)                     | Iordanis Pasjalidis · Stefanos Pappas · Grecia        | Marcel Steiner · Jörg Steiner · Suiza                 | Nikólaos Mavros · Periklís Edinidis · Grecia                  |
| –       | 2020 | Füssen · ( Alemania)                   | Cancelado                                             | Cancelado                                             | Cancelado                                                     |
| LII     | 2021 | Füssen · ( Alemania)                   | Michaela Pavlišová · Marek Pavliš · República Checa   | Nikólaos Mavros · Periklís Edinidis · Grecia          | Estela Jentsch Steimer · Stefanos Pappas ( Grecia) · Alemania |
| LIII    | 2022 | Cesenatico · ( Italia)                 | Zdeněk Pavlis · Klára Pavlišová · República Checa     | Michaela Pavlišová · Marek Pavliš · República Checa   | Mirco Mazzini · Andrea Ciavatta · Italia                      |
| LIV     | 2023 | Lago Achen · ( Austria)                | Yoann Trécul Thomas Ferrand Francia                   | Marcel Steiner · Ben Steiner · Suiza                  | Angelika Kohlendorfer · Calvin Claus · Austria                |
| LV      | 2024 | Quiberon ( Francia)                    | Yoann Trécul Thomas Ferrand Francia                   | Zdeněk Pavlis · Klára Pavlišová · República Checa     | Michaela Pavlišová · Marek Pavliš · República Checa           |

1. 1 2  En estas ediciones los participantes de otros continentes sí podían recibir medalla.
2. 1 2  En estas ediciones se permitió competir juntos a dos regatistas de nacionalidad diferente: la bandera del barco corresponde a la del patrón (el que se pone primero en la lista).

## Medallero histórico
- Actualizado hasta Quiberon 2024.

| Núm. | País            | Oro | Plata | Bronce | Total |
| ---- | --------------- | --- | ----- | ------ | ----- |
| 1    | Alemania        | 13  | 11    | 12     | 36    |
| 2    | Grecia          | 10  | 5     | 5      | 20    |
| 3    | Austria         | 8   | 8     | 4      | 20    |
| 4    | Reino Unido     | 7   | 2     | 2      | 11    |
| 5    | Francia         | 4   | 7     | 5      | 16    |
| 6    | República Checa | 3   | 2     | 1      | 6     |
| 7    | Suecia          | 3   | 0     | 2      | 5     |
| 8    | Rusia           | 2   | 4     | 2      | 8     |
| 9    | Países Bajos    | 2   | 2     | 3      | 7     |
| 10   | Dinamarca       | 2   | 1     | 0      | 3     |
| 11   | España          | 1   | 0     | 2      | 3     |
| 12   | Suiza           | 0   | 4     | 4      | 8     |
| 13   | Italia          | 0   | 1     | 3      | 4     |
| 14   | Australia       | 0   | 1     | 1      | 2     |
| 15   | Noruega         | 0   | 1     | 0      | 1     |
|      | TOTAL           | 54  | 48    | 45     | 147   |

1. ↑  Incluye las medallas obtenidas por la RFA y la RDA entre 1949 y 1990.
2. ↑  Incluye las medallas obtenidas por la URSS.
3. ↑  Estos campeonatos son abiertos a regatistas de otros continentes.